# Jatto Ceesay
Jatto Ceesay (Banjul, 16 novembre 1974) è un ex calciatore gambiano, di ruolo attaccante.